# Баталий
Баталий (укр. Баталий) — село в Чернобаевском районе Черкасской области Украины.  Расположено на реке Баталий.
Население по переписи 2001 года составляло 28 человек. Почтовый индекс — 19962. Телефонный код — 4739.

## Местный совет
19962, Черкасская обл., Чернобаевский р-н, с. Тимченки, ул. Энгельса, 16

## История
В 1862 году на владельческом и казеном хуторе Баталея почтовая станция и 5 дворов где жило 22 человека (11 мужского и 11 женского пола).
Хутор есть на карте 1869 года.